# Cistícola grisa
La cistícola grisa (Cisticola rufilatus) és una espècie d'ocell de la família dels Cisticolidae.

## Hàbitat i distribució
Es troba a Angola, Botswana, República del Congo, República Democràtica del Congo, el Gabon, Malawi, Namíbia, Sud-àfrica, Zàmbia i Zimbàbue.
L'hàbitat natural és la sabana.